# Samuel David Aleksander
Samuel "Sami" David Aleksander (Zagreb, 13. srpnja 1862. – Zagreb, 8. ožujka 1943.) hrvatski industrijalac, nestor hrvatskih industrijalaca, političar (gradski zastupnik u Sisku), filantrop i član ugledne zagrebačke obitelji Aleksander.

## Rani život i obitelj
Samuel David Aleksander je rođen 1862. u Zagrebu u poznatoj i utjecajnoj židovskoj obitelji Aleksander. Aleksanderov otac, Jonas Alexander, je bio trgovac koji je preselio u Zagreb iz Gradišća u Austriji. Majka Roza Stern-Aleksander je bila iz ugledne i utjecajne zagrebačke židovske obitelji Stern. Aleksanderov otac je bio gradski zastupnik u Zagrebu, član ravnateljstva "Hrvatske trgovačke i obrtničke komore" u Zagrebu i potpredsjednik "Zagrebačke štedionice" (danas Zagrebačka banka). Aleksander je odrastao uz mlađeg brata Šandora i dvije sestre: Gizela i Ilka. Bratić je hrvatskog akademskog slikara Oskara Aleksandera. Nakon završene osnovne i srednje škole u Zagrebu, studirao je na trgovačkoj akademiji u Beču. Oko 1860. Aleksanderov otac je otvorio trgovinu žitom u Zagrebu. Aleksander se nakon školovanja vratio iz Beča u Zagreb, gdje je radio uz oca u trgovini žitom. 1880. godine se preselio u Sisak gdje je za obiteljsku tvrtku otvorio još jednu trgovinu žitom. U Sisku je upoznao svoju buduću suprugu Emmu Neumann, kći varaždinskog trgovca Wolfa Neumanna. Aleksander je sa svojom suprugom imao tri kćeri: Vera (umrla kao dijete), Gizela i Mira, te četiri sina: Ivo, Božidar, Branko i Dragutin. Sva Aleksanderova djeca su se rodila u Sisku. Aleksander je bio aktivni član "Izraelske bogoštovne općine", te član predsjedništva. Od 1885. bio je član pjevačkog društva "Danica". 1915. s obitelji se vratio u Zagreb.

## Poslovna karijera
U poslovnom svijetu je bio znan kao organizacijski genij i pod nadimkom "Der Gescheite" (Pametni). U Sisku je 1893. kupio tamošnju pivovaru i osnovao tvornicu slada. U Sisku je biran za gradskog zastupnika, te je bio predsjednik "Štedne i predujamne zadruge za grad i kotar Sisak". Aleksander je bio vlasnik keramičke tvornice "Titanit", kemijske tvornice "Danica", tvornice cementa "Croatia", ugljenokopa "Mirna", "Prve hrvatske tvornice ulja Zagreb" (danas Zvijezda, dio grupe Agrokor), te je bio većinski dioničar "Zagrebačke pivovare". Suosnovao je "Sekciju za robu i vrednote" (danas Zagrebačka burza) i "Zagrebački zbor" (danas Zagrebački velesajam). Posjedovao je više nekretnina (kuća) u samom središtu Zagreba. 1919. bio je izabran za predsjednika "Zemaljskog saveza industrijalaca", te je služio kao član upravnog odbora "Hrvatske trgovačke i obrtničke komore". U "Zemaljskom saveza industrijalaca", Aleksander je promovirao i štitio hrvatsku industriju od Mađarske i njene ekonomske politike u Austro-Ugarskoj Carevini. Pod njegovim vodstvom sva industrija Kraljevine Hrvatske, Slavonije i Dalmacije je bila ujedinjena pod "Zemaljskim saveza industrijalaca". Aleksander je bio veliki filantrop koji je darovao veliki dio svoje zarade u humanitarne svrhe, te je pomagao potrebite i siromašne grada Zagreba.

## Tijekom Drugog svjetskog rata
Tijekom Drugog svjetskog rata i Holokausta, Aleksander i supruga su našli utočište u sanatoriju u Klaićevoj ulici. 1942. preselili su se u sanatorij Dr. Đure Vranešića, poznatog po skrivanju i spašavanju 80 židova. Relativno mirno Aleksander je umro u tom sanatoriju, 1943. godine. Kako bi se spasili od ustaša i nacista, Aleksanderova obitelj se raštrkala diljem svijeta. Neki članovi obitelji su privremeno boravili u Perugi, Italija. Mnogi članovi Aleksanderove obitelji su stradali za vrijeme Holokausta, među njima i njegova sestra Ilka zajedno sa svojim zetom Otonom Vinskim, te nećakinja Zora (bratova kći).

## Vanjske poveznice
- Samuel Aleksander Hrvatska tehnička enciklopedija, portal hrvatske tehničke baštine. LZMK